# Chartreuse d'Eppenberg
La chartreuse d'Eppenberg ou chartreuse du Mont-Saint-Jean-Baptiste est une ancienne chartreuse, aujourd'hui en ruine, située près de Gensungen, un quartier de la ville de Felsberg, sur l'Eppenberg, massif du Vogelsberg, en Hesse, en Allemagne. Elle a été fondée pour remplacer un couvent défaillant de chanoinesses régulières prémontrées.

## Histoire

### Couvent prémontré
Vers 1217, les chanoinesses augustines du couvent d'Ahnaberg (de), près de Cassel sont autorisées à fonder une maison-fille sur l'Eppenberg, sur le versant du Heiligenberg. Cette fondation est confirmée le 3 mars 1219 par Siegfried II von Eppstein, archevêque de Mayence, qui la prend sous sa protection. Le nombre total de chanoinesses à Ahnaberg est fixé à 40, et les autres déménagent dans la maison-fille nouvellement établie à Eppenberg. 
La relation du nouveau couvent avec sa maison-mère n'est clairement pas sans friction. En 1223, le prévôt et la communauté d'Ahnaberg réaffirment leurs droits sur Eppenberg. Le 17 février 1224, l'archevêque Siegfried confirme une fois de plus les droits du couvent d'Ahnaberg. Mais en 1250, pour des raisons inconnues, la prieure d'Eppenberg rejette ouvertement les droits d'Ahnaberg, et Eppenberg devient un couvent indépendante, comme Ahnaberg, sous la supervision et la protection de l'abbaye de Spieskappel. 
Le couvent nouvellement indépendant se développe rapidement, principalement en raison des dons et des acquisitions de terres dans les villages voisins d'Altenbrunslar, Böddiger, Besse et Gensungen. En 1269, Eppenberg peut fonder une maison fille à Homberg an der Efze. La prospérité croissante conduit cependant  à une baisse de la moralité et de la discipline, et finalement à la prodigalité, à la mauvaise gestion et à l'effondrement économique.

### Chartreuse
Louis Ier de Hesse, landgrave de Hesse, très offensé par les conditions dans le couvent, les domaines et les bâtiments négligés, et la perte de discipline, de rigueur et d'ordre, obtient une bulle pontificale en 1438 pour dissoudre le couvent prémontré et le remplacer par une chartreuse, qui est fondée par des ermites d'Erfurt en 1440. Les bâtiments sont presque totalement reconstruits en ermitage, dédié à Saint Jean-Baptiste, et le monastère est généreusement et largement doté. En 1471, le Louis II de Hesse donne à la chartreuse le domaine de Wimmenhof (aujourd'hui Mittelhof) et le château voisin à demi abandonné de Heiligenburg (de), à condition que les moines prient chaque semaine dans la chapelle du château pour son salut.

### Sécularisation
En 1527, à la suite du Synode d'Homberg de 1526, qui introduit la Réforme protestante en Hesse, le monastère est dissous et repris par le Philippe Ier de Hesse, landgrave de Hesse, pour servir de pavillon de chasse et de ferme. Vers 1610, Maurice de Hesse-Cassel fait rénover le pavillon de chasse dans le style de la Renaissance italienne. Les bâtiments et les terrains sont  entretenus par Mittelhof. 
Pendant la guerre de Trente Ans, les bâtiments sont en grande partie détruit et, par la suite, il devient un bâtiment subsidiaire et une ferme d'élevage de moutons appartenant à l'État. Pendant la guerre de Sept Ans, les troupes françaises y restent sept semaines après avoir perdu la bataille de Grebenstein ; deux bateaux sur les pentes du Heiligenberg y restent pour rappeler leur camp.

## Aujourd'hui
En 1957, le bâtiment principal est frappé par la foudre et incendié, ne laissant que les murs nus. Les bâtiments et l'église du monastère tombent de plus en plus dans l'abandon, jusqu'à ce qu'en 1984, l'association des apiculteurs de Felsberg se charge de restaurer et d'entretenir le site. Dans l'ancien portail, elle crée un musée de l'apiculture. Du monastère lui-même, les seuls vestiges sont ceux de l'église. 